# Vila Fernando (Guarda)
Vila Fernando es una freguesia portuguesa del concelho de Guarda, con 15,97 km² de superficie y 587 habitantes (2001). Su densidad de población es de 36,8 hab/km².